# 사우스바이어스클럽의 음반
이 부분의 본문은 사우스바이어스클럽에서 발매한 음반 목록이다.

## 2010년대
- 2017년 5월 26일 사우스클럽 - [Digital Single] Hug Me[1]
- 2017년 6월 27일 사우스클럽 - 90[2]
- 2017년 7월 8일 사우스클럽 - [Digital Single] 아니
- 2017년 10월 15일 남태현 - 블랙 OST Part.1[3]
- 2017년 10월 31일 사우스클럽 - 20세기 소년소녀 OST Part.5
- 2017년 12월 5일 사우스클럽 - [Digital Single] 누굴 위한 노래인가요
- 2018년 5월 19일 사우스클럽 - 리치맨 OST Part.2
- 2018년 5월 30일 사우스클럽 - 20
- 2018년 8월 16일 사우스클럽 - [Digital Single] REAL LIVE NANJANG VOL.6 (난장 라이브)
- 2018년 9월 4일 남태현 - [Digital Single] 별
- 2018년 10월 24일 사우스클럽 - Contact Information
- 2018년 11월 11일 남태현 - 플레이어 OST Part.6
- 2018년 12월 6일 남태현 - [Digital Single] Blooming Melody (블루밍 멜로디) 2[4]
- 2018년 12월 18일 남태현 - [Digital Single] 공간 Part.1
- 2019년 3월 21일 남동현 - [Digital Single] _지마 (X1-MA)[5]
- 2019년 11월 15일 사우스클럽 - [Digital Single] 두 번

## 2020년 ~ 2022년
- 2020년 3월 18일 사우스클럽 - [Digital Single] To My Friends
- 2020년 9월 2일 사우스클럽 - [Digital Single] Rock Star
- 2021년 3월 30일 사우스클럽 - [Digital Single] 내가 부자라면
- 2021년 9월 9일 사우스클럽 - [Digital Single] 별이 빛나는 밤에